# Lettlands bank
Lettlands bank  (lettiska: Latvijas Banka) är Lettlands centralbank. Den grundades 1922. Från 2014 har vissa funktioner övertagits av Europeiska Centralbanken, bland annat sedelutgivningsrätt.
Republiken Lettland förklarade sig självständig den 18 november 1918. Den 7 september 1922 antogs centralbankslagen, som gav Lettlands bank rätt att utge lettisk valuta, och samma år infördes lats som ersättning av den 1918 införda lettiska rubeln. 
Sovjetunionen ockuperade Lettland den 17 juni 1940 och inkorporerade landet i Sovjetunionen den 5 augusti 1940, varvid Lettlands bank upplöstes. I samband med processen runt Lettlands andra självständighet återupprättades Lettlands bank och fick befogenheter genom två lagar den 2 mars 1990 och den 3 september 1991: "Om bankerna" och "Om Lettlands bank". Efter den formella självständigheten bekräftades dessa den 4 mars 1992 och den 19 maj 1992. Lagarna definierar Lettlands bank som en oavhängig, självständig centralbank med exklusiv rätt att utge penningmedel samt den institution som ska övervaka landets bankväsen, genomföra statens penningpolitik samt förvalta statskassan. Lettlands banks roll har senare förändrats genom Lettlands inträde i Europeiska Unionen 2004 samt införande av euro som valuta i Lettland den 1 januari 2014. 
Centralbanken leds av en styrelse med ordförande, vice ordförande och sex ledamöter.
Banken ligger i en byggnad i Gamla stan i Riga, som ritats av Jānis Frīdrihs Baumanis och uppfördes 1877.